# Julião Quintinha
Julião Quintinha (Silves, 9 de Dezembro de 1886 — Lisboa, 23 de Julho de 1968) foi um jornalista e escritor que desempenhou importante papel na direcção das associações que deram origem à Casa da Imprensa de Lisboa.

## Carreira
Esteve ligado às organizações operárias e ao anarco-sindicalismo. Na área jornalística colaborou na II série  da revista Alma nova  (1915-1918),  Renovação (1925-1926)  Contemporânea (1915-1926).
Fez parte do Grande Oriente Lusitano, tendo sido iniciado em 1912 em Portimão, com o nome simbólico de Danton.
Viajou pelas colónias portuguesas da África Ocidental, de onde escreveu África misteriosa: crónicas e impressões duma viagem jornalística nas colónias da África Portuguesa em 1928. Continuou a sua viagem em direcção ao Mar Vermelho, seguindo depois, para o Egipto. De lá escreveu A derrocada do Império Vátua, em parceria com Francisco Toscano.
Julião Quintinha foi um dos autores mais agraciados nos concursos literários da Agência Geral das Colónias:
- a obra África misteriosa recebeu o terceiro lugar em 1928;
- a obra  Oiro africano   ficou empatada na segunda categoria com Augusto Casimiro em 1929;
- a obra A derrocada do Império Vátua, em co-autoria com Francisco Toscano, venceu a primeira categoria de 1930.

## Obras
- Terras do Sol e da febre : impressões do Congo Belga, África Equatorial Francesa, Transvaal, Nyasaland, Tanganyka, Zanzibar, Mombaça, Adem e Egipto (1900);
- Assistência à mendicidade  (1915);
- "A solução monárquica" do senhor Alfredo Pimenta (1916);
- No fim da guerra: um sonho (1917);
- Visinhos do mar (1921);
- África misteriosa: crónicas e impressões duma viagem jornalística nas colónias da África Portuguesa (1928);
- Oiro africano: crónicas e impressões duma viagem jornalística na áfrica Oriental portuguesa (1929);
- A derrocada do império Vátua e Mousinho d' Albuquerque (1930) com Francisco Toscano;
- Imagens de actualidade (1933);
- Novela africana (1933);
- Figuras das guerras de África (1936);
- Rescaldo da guerra: através do "Livro Branco" (1936) com Manuel de Brito Camacho;
- Oiro do Rand (1936);
- Reis negros (1938);
- Manica e Sofala (1938).

- Terras de fôgo: novelas;
- Cavalgada do sonho : novelas;